# シルバーサイズ (潜水艦)
シルバーサイズ (USS Silversides, SS/AGSS-236) は、アメリカ海軍の潜水艦。ガトー級潜水艦の一隻。艦名はトウゴロウイワシ目の総称に因む。艦名としては複数型に変化している。なお、退役から3年後にスタージョン級原子力潜水艦30番艦として2代目「シルバーサイズ (SSN-679) 」が就役している。

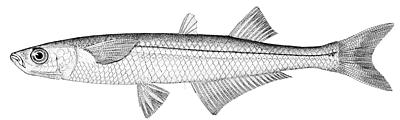
アトランティック・シルバーサイド（Atlantic silverside）

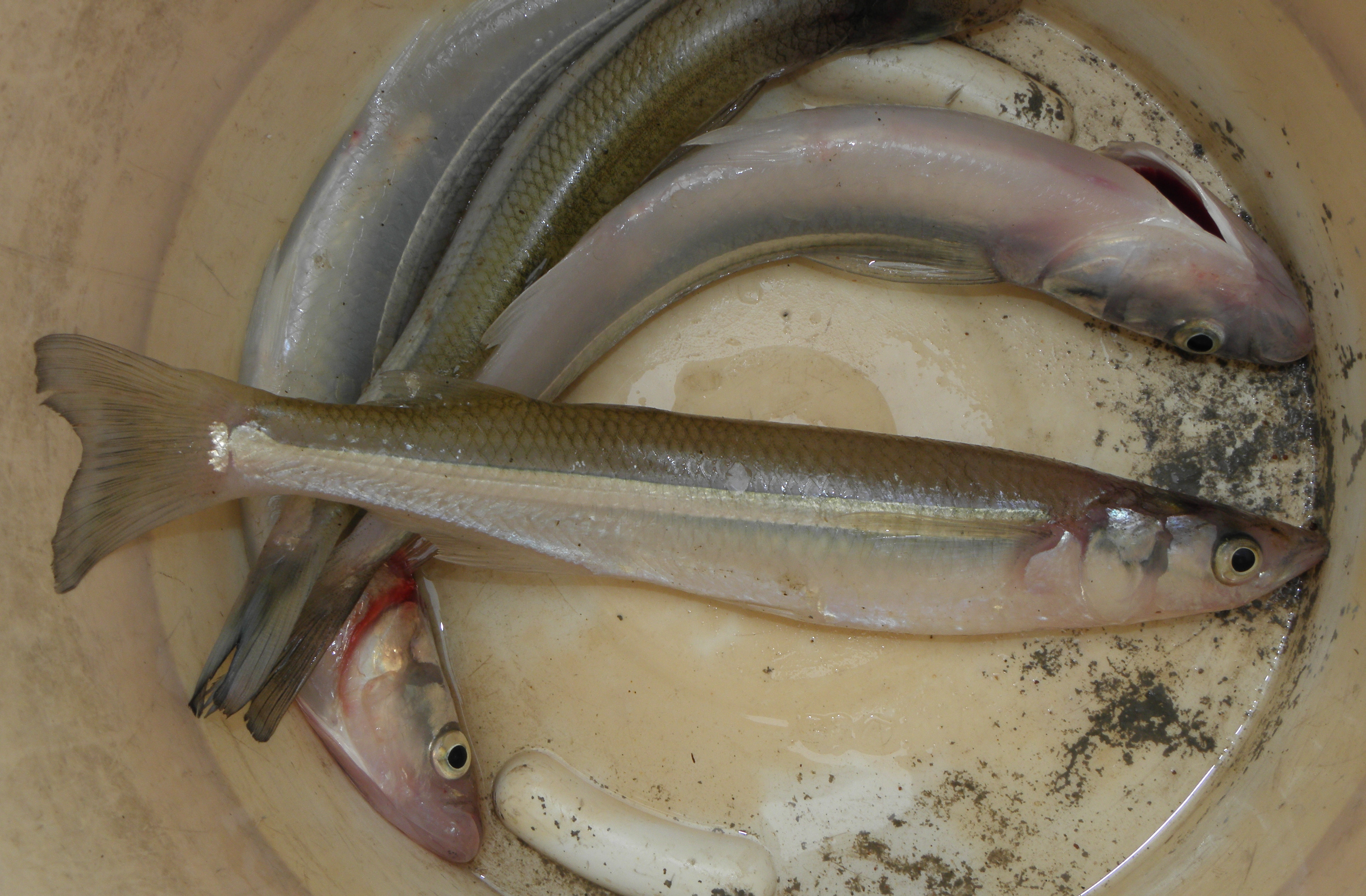
スペイン名ペヘレイ（Argentinian silverside）

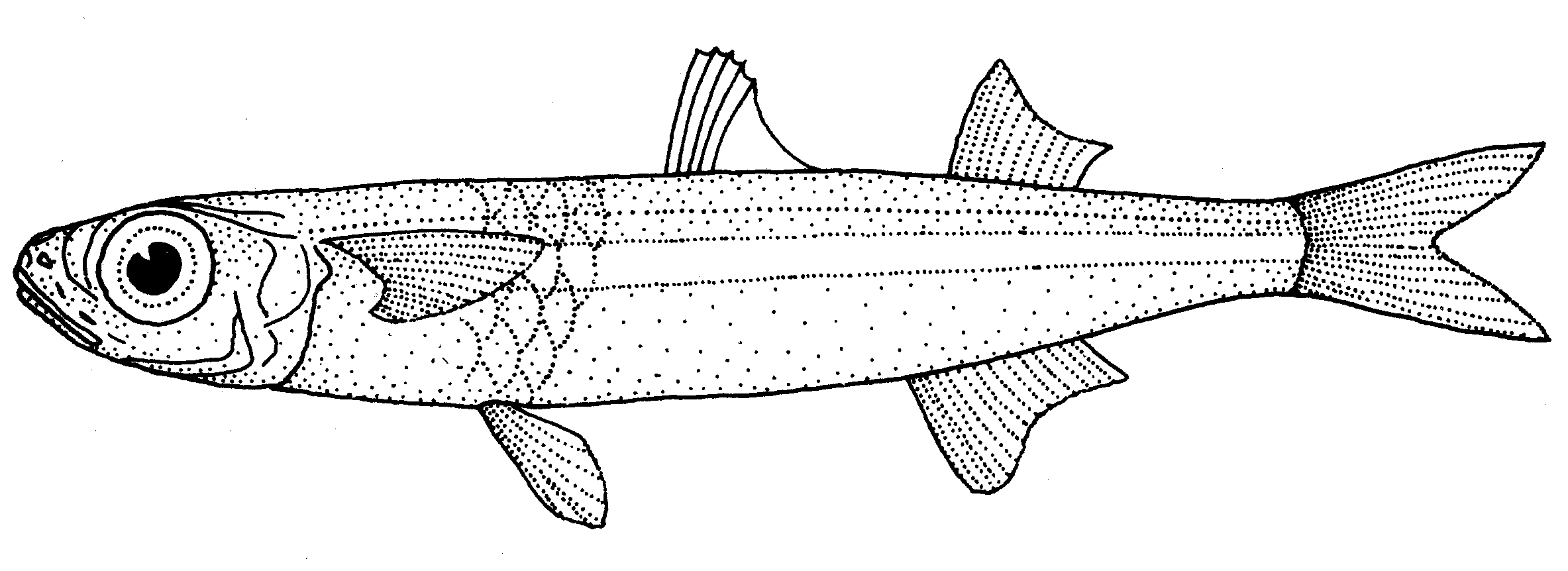
ヤクシマイワシ（Hardyhead silverside）

## 艦歴
「シルバーサイズ」は1940年11月4日にカリフォルニア州ヴァレーオのメア・アイランド海軍造船所で起工する。1941年8月26日にエリザベス・H・ホーガン夫人によって進水し、艦長クリード・C・バーリンゲーム少佐（アナポリス1927年組）の指揮下1941年12月15日に就役する。カリフォルニア海域で調整の後真珠湾に回航され、1942年4月4日に到着した。

### 第1の哨戒 1942年4月 - 6月
4月30日、「シルバーサイズ」は最初の哨戒で日本近海に向かった。哨区の紀伊水道に向かう途中の5月10日6時ごろ、北緯33度00分 東経152度00分 / 北緯33.000度 東経152.000度付近の日本本土からおよそ600海里離れ、南鳥島の北に位置する海上で、1隻の漁船のようなものを発見した。これは日本の東方洋上を哨戒していた第二監視艇隊所属の特設監視艇「第五恵比寿丸」（昭和漁業、131トン）で、同船は哨戒線の最南端に位置しており、西に向かって微速航行していた。「第五恵比寿丸」も自艦の南西約2,000mの位置に「シルバーサイズ」を発見しており、6時5分に「敵潜水艦ラシキモノ見ユ 一隻」と打電したが、その後音信不通となった。6時20分、「シルバーサイズ」は「第五恵比寿丸」との距離が右舷側後方約700mまで接近してきたところで3インチ砲と機銃で攻撃を仕掛け、「第五恵比寿丸」も搭載の7.7ミリ機銃と船員が所持していた三八式歩兵銃で応戦した。「シルバーサイズ」は「第五恵比寿丸」より優速であることを生かして自在に転舵して射撃圏外に逃れ、6時27分に3インチ砲弾が「第五恵比寿丸」の船体に命中し、無線機を破壊した。6時30分には艦橋に一弾を命中させ、主要幹部を戦死させた。「シルバーサイズ」は「第五恵比寿丸」の左舷約300mにまで接近し機銃掃射を実施したが、その時、「第五恵比寿丸」からの反撃で3インチ砲砲座周辺が掃射され、砲の装填を担当していた水兵マイク・ハービンが戦死した。「第五恵比寿丸」も操舵不能に陥り戦死者、負傷者が続出していたが射撃を止めず、7時20分には体当たりを企図して突進してきた。「シルバーサイズ」は回避すべく速力を上げて、7時55分頃に南西方向に向けて戦場を離脱した。「シルバーサイズ」は3インチ砲弾約50発、機銃弾を約4,000発消費し、うち砲弾13発、機銃弾多数を命中させ「第五恵比寿丸」を大破させたものの、自身も艦橋構造物にも多数被弾していた。ハービンは第二次世界大戦でのアメリカ潜水艦隊最初の、銃火を交えた行為における戦死者となり、遺体はその日の夜、水葬で弔われた。
5月13日、「シルバーサイズ」は北緯33度52分 東経137度09分 / 北緯33.867度 東経137.150度の地点で潜水艦を発見して魚雷を1本だけ発射したが、命中音は聞こえなかった。5月17日午後には、北緯33度28分 東経135度33分 / 北緯33.467度 東経135.550度の潮岬沖で中型輸送船と大型輸送船各1隻を発見する。この時、「シルバーサイズ」は潜望鏡に竹竿をくくりつけ、これに日の丸を翻させた上、網で漁船に成りすまして漁船群ごしに船団を攻撃した。北緯33度28分 東経135度34分 / 北緯33.467度 東経135.567度の地点で魚雷を3本発射し、4,000トン級の貨物船に2本命中させてこれを撃沈したと報じ、戦後の調査では、「ていむす丸」（川崎汽船、5,871トン）と「鳥取丸」（日本郵船、5,973トン）の2隻の陸軍輸送船を撃破したとするが、日本側の記録は、「ていむす丸」と「シンリュウ丸」が雷撃を受けたと書いてあるのみで被害の有無ははっきりしない。5月21日午後には市江崎沖で中型輸送船に対して魚雷を2本発射するも命中しなかった。翌5月22日15時ごろ、「シルバーサイズ」は北緯33度30分 東経135度27分 / 北緯33.500度 東経135.450度の市江崎沖で特設運送船「朝日山丸」（三井船舶、4,550トン）を発見して魚雷を2本発射して1本を命中させ、前部を切断した上で大破座礁させた。執拗な爆雷攻撃を受けたが、難なく切り抜けた。5月26日夜にも潮岬沖で小型輸送船に対して魚雷を1本発射したが、これは命中しなかった。6月3日、北緯33度26分 東経135度33分 / 北緯33.433度 東経135.550度の地点で海軍徴傭船「第二日新丸」（大洋捕鯨、17,579トン）と輸送船「宮崎丸」（日本製鐵、3,948トン）を発見して「宮崎丸」に対し魚雷を2本発射し、1つの命中音を聴取したが、実際には「宮崎丸」の船底を通過しただけであった。哨区からの帰途にはミッドウェー海戦で敗れた日本艦隊の動向を警戒。6月21日、52日間の行動を終えて真珠湾に帰投した。

### 第2、第3の哨戒 1942年7月 - 11月
7月15日、「シルバーサイズ」は2回目の哨戒で日本近海に向かった。7月24日には北緯32度35分 東経158度54分 / 北緯32.583度 東経158.900度の地点で500トン級トロール船を砲撃で撃沈。4日後の7月28日、北緯33度21分 東経139度24分 / 北緯33.350度 東経139.400度の八丈島の沖合いで「大型貨客船」を発見し、魚雷を3本発射して3本とも命中させたと判断された。8月1日には北緯33度05分 東経135度21分 / 北緯33.083度 東経135.350度の地点で日英交換船「龍田丸」（日本郵船、16,975トン）を確認。8月8日には北緯33度33分 東経135度23分 / 北緯33.550度 東経135.383度の市江崎沖で輸送船「日慶丸」（日産汽船、5,811トン）を発見し、魚雷を2本発射して1本を命中させて撃沈する。夜になって浮上すると、2隻の哨戒艇や3隻の駆逐艦と思しき艦影が見えたので、21ノットの速力でこの海域から去った。2日後の8月14日午後には北緯33度25分 東経135度31分 / 北緯33.417度 東経135.517度の地点で輸送船「成田丸」（内外汽船、1,915トン）に対して魚雷を2本発射するが命中しなかった。8月17日にも北緯33度17分 東経134度12分 / 北緯33.283度 東経134.200度の室戸岬近海で貨客船「室戸丸」（関西汽船、1,257トン）に対して魚雷を3本発射したがこれも命中せず、2本は陸岸に当たって爆発した。8月18日から19日にかけては足摺岬方面を哨戒し、再び紀伊水道方面に舞い戻った8月21日昼ごろ、北緯33度12分 東経134度12分 / 北緯33.200度 東経134.200度の室戸岬近海で「室戸丸」の同型船である貨客船「浦戸丸」（関西汽船、1,326トン）に対して魚雷を2本発射したが、この攻撃も成功しなかった。哨戒期間の終わりには台風に翻弄され、伊豆諸島方面を抜けて帰途につく。8月31日夜から9月1日未明にかけては、北緯33度51分 東経149度39分 / 北緯33.850度 東経149.650度の地点で漁船「美洋丸」と交戦し、救援のために駆けつけた特設監視艇「第三萬亀丸」と北緯34度07分 東経150度08分 / 北緯34.117度 東経150.133度の地点で交戦する。「美洋丸」は大破したものの沈没を免れ、特設監視艇「海晃丸」（畑山泰蔵、139トン）に曳航されて日本に向かった。「シルバーサイズ」では「美洋丸」撃沈、「第三萬亀丸」撃破と判断していた。9月8日、56日間の行動を終えて真珠湾に帰投した。
10月2日、3回目の哨戒でカロリン諸島方面に向かった。10月18日、北緯07度17分 東経151度20分 / 北緯7.283度 東経151.333度の地点でジグザグ航行をする衣笠型重巡洋艦と思しき大型艦を発見するが、攻撃の機会をつかめなかった。10月19日夜には大型輸送船を発見し、日付が10月20日変わった直後に北緯06度45分 東経151度30分 / 北緯6.750度 東経151.500度の地点で魚雷を3本発射し、2本の命中を報じた。10月24日からはニューアイルランド島、特にカビエン近海を哨区とし、ガダルカナル島への増援の阻止に努める。11月9日夜には南緯02度26分 東経149度36分 / 南緯2.433度 東経149.600度の地点で駆逐艦あるいは白鷹型敷設艦と推定される艦艇に対して艦尾発射管から3本、艦首発射管から2本の計5本の魚雷を発射し、2本から3本の魚雷を命中させたと判断される。「シルバーサイズ」は2隻10,800トンの戦果を挙げたと報告したが、実際の戦果は無かった。11月25日、54日間の行動を終えてブリスベンに帰投した。

### 第4の哨戒 1942年12月 - 1943年1月
12月17日、「シルバーサイズ」は4回目の哨戒でトラック諸島およびラバウル近海に向かった。12月22日、ニューアイルランド島近海を航行中、ジョージ・プラッターが虫垂炎で倒れた。狭い艦内で緊急手術が行われることとなり、医療の心得のあるトーマス・ムーアが麻酔薬としてエーテルを使い、調理器具を使った緊急の手術用具を以って手術を行い、手術は無事成功した。翌12月23日4時に浮上したが、ほどなく駆逐艦と航空機に発見され、爆雷攻撃を受けた。「シルバーサイズ」は安全だと思って再び浮上したが、再度の攻撃を受けてまたもや潜航。南緯06度30分 東経154度00分 / 南緯6.500度 東経154.000度の地点で駆逐艦に対して魚雷を2本発射した後、数度にわたる爆雷攻撃が終わるのをひたすら待った。爆雷攻撃の結果、ガスケットが緩んだり第二潜望鏡のプリズムにひび割れが生じるなどの被害があったが、任務をそのまま続けることができた。12月25日、ステフェン海峡の方角に煙を発見し、しばらく観測を続けていたが、南緯02度25分 東経150度40分 / 南緯2.417度 東経150.667度の地点に至って姿を現したのは病院船「高砂丸」（大阪商船、9,347トン）であった。年明けて1943年1月6日夕刻、北緯07度06分 東経151度17分 / 北緯7.100度 東経151.283度のトラック南西海域で伊一型潜水艦型と思しき大型潜水艦を発見し、魚雷を3本発射して1本を命中させて損傷をさせたと評価される。1月18日未明には、北緯06度21分 東経150度23分 / 北緯6.350度 東経150.383度の地点で護衛艦1隻を従えた特設運送船（給油）「東栄丸」（日東汽船、10,023トン）を発見し、艦尾発射管から魚雷を4本発射して3本命中させて撃沈した。1月20日午後、北緯03度24分 東経154度13分 / 北緯3.400度 東経154.217度のモートロック諸島近海で、第六師団（神田正種中将）の将兵を乗せてブーゲンビル島に向かっていた六号輸送C船団を発見。船団に沿うように追跡し、日没近くに船団の前部に出て待機した。17時57分、「シルバーサイズ」は魚雷を6本発射し、2隻の陸軍輸送船、「すらばや丸」（大阪商船、4,391トン）と「明宇丸」（明治海運、8,230トン）に命中。「すらばや丸」は船首部に魚雷が命中して左舷に傾斜後間もなく沈没し、「すらばや丸」への魚雷命中と相前後して船倉に魚雷が命中した「明宇丸」も、左舷側に長く傾斜した後沈没していった。その後、深刻な油漏れを起こしているのが発見され、その修理のために予定を2日切り上げて帰投することとなった。1月31日、46日の哨戒を終えて真珠湾に帰投した。

### 第5、第6の哨戒 1943年5月 - 9月
5月17日、「シルバーサイズ」は5回目の哨戒でソロモン諸島方面に向かった。この哨戒での第一の任務は機雷敷設であり、ニューアイルランド島沖に敷設することを命じられていた。6月4日夜、予定通りステフェン海峡北口付近で機雷敷設を実施した。
この時敷設した機雷で日本の巡洋艦「長良」が損傷したとされている。
敷設任務終了後、6月10日朝には折からのスコールの中で3隻からなる輸送船団、第2082船団を発見し、1日かけて追跡した上で日付が6月11日になった直後に北緯02度42分 東経152度00分 / 北緯2.700度 東経152.000度のトラックの南200海里の地点で浮上攻撃により魚雷を4本発射し、特設運送船「日出丸」（栃木商事、5,256トン）に3本が命中したものと判断される。駆逐艦「朝凪」が発砲してきたので、艦尾発射管から魚雷を1本発射して戦闘海域を離脱する。この間に「日出丸」は沈没した。7月1日、44日間の行動を終えてブリスベンに帰投。艦長がジョン・S・コイ少佐（アナポリス1933年組）に代わった。
7月21日、7回目の哨戒でビスマルク諸島方面に向かった。8月2日朝、北緯04度36分 東経149度20分 / 北緯4.600度 東経149.333度の地点で、13 - 16ノットの速力で航行する神川丸級輸送船に対して魚雷を4本発射し、次いで浮上して砲戦を行おうとしたが、間もなくスコールが目標をかき消してしまった。8月5日には、北緯01度53分 東経153度32分 / 北緯1.883度 東経153.533度のラバウル北北東340海里の地点で敷設艦「津軽」を発見し、艦尾発射管から魚雷を4本発射して2本を命中させて撃破する。「津軽」撃破後はなかなか攻撃の機会がなく、8月21日に北緯05度00分 東経149度50分 / 北緯5.000度 東経149.833度の地点で病院船「ぶゑのすあいれす丸」（大阪商船、9,625トン）を確認した程度だったが、8月29日午後に北緯04度30分 東経150度48分 / 北緯4.500度 東経150.800度の地点で9ノットで航行する輸送船を発見し、浮上して追跡を行い、北緯02度40分 東経150度00分 / 北緯2.667度 東経150.000度の地点に至った翌8月30日未明に水上攻撃で魚雷を6本発射して20ミリ機銃の射撃も行った。やがて5つの爆発音が轟き、間もなくレーダーの反応もなくなったが、目標を沈めたとは判断されなかった。しかし、結果的には魚雷の不調と目標の不足により戦果が上がらなかった。9月12日、53日間の行動を終えてブリスベンに帰投した。

### 第7、第8の哨戒 1943年10月 - 1944年1月
10月5日、「シルバーサイズ」は7回目の哨戒で「バラオ (USS Balao, SS-285) 」とともにビスマルク諸島方面に向かった。10月17日午後、北緯00度23分 東経142度03分 / 北緯0.383度 東経142.050度の地点で5隻の輸送船と2隻の護衛艦からなるソ406船団を発見し、「バラオ」と連携して船団の追跡を開始する。やがて「バラオ」が先に攻撃を仕掛けたらしく、爆雷攻撃の音が聴取された。日没後浮上し、「バラオ」から船団の様子を聞いた上で追跡を再開。やがて10月18日の朝を迎えた頃に北緯00度20分 東経143度02分 / 北緯0.333度 東経143.033度のアドミラルティ諸島北西300海里の地点で船団に追いつき、魚雷を6本発射して2本が命中するのを確認。この攻撃で陸軍船「大倫丸」（大洋海運、1,915トン）を撃沈し、撃沈地点付近を捜索すると "TAIRIN MARU KOBE" と記された浮遊物を発見した。この後も10月19日まで「バラオ」とともに船団追跡に勤しんだが、スコールや爆雷攻撃で時間を食っているうちにいつの間にか引き離された。10月22日夕刻、南緯00度10分 東経147度39分 / 南緯0.167度 東経147.650度の地点で新たな輸送船団、ラバウルからパラオに向かっていたオ006船団を発見し、再び「バラオ」とともに追跡を開始する。オ006船団に対する攻撃も「バラオ」が先に行うが、船団を一時的に乱しただけで駆潜艇の制圧で退散してしまう。次いで「シルバーサイズ」が攻撃する番となり、魚雷を4本発射して爆発音を聴取するが、船団に変化はなく命中しなかったと判断された。浮上してなおも追跡を続けるが、航空機を発見して潜航しているうちに「バラオ」とは距離が離れてしまった。日付が間もなく10月24日になろうとする深夜になって、レーダーによりオ005船団を再び探知し、魚雷を6本発射。6つの激しい爆発音と物体の圧壊音、爆雷攻撃の音を同時に聴取した。この攻撃により海軍徴傭タンカー（応急タンカー）「天南丸」（日本製鐵、5,407トン）のに魚雷2本を命中させ撃沈し、次いで2隻の陸軍船、「華山丸」（関口汽船、1,888トン）と「浄宝縷丸」（南洋海運、6,182トン）にも魚雷が命中して大破させた。この2隻は曳航困難とみるや、「華山丸」は自沈処分、「浄宝縷丸」は「第24号駆潜艇」により砲撃処分となったが、実際には長い時間浮いていた。爆雷攻撃の音が遠ざかり、潜望鏡深度に戻した「シルバーサイズ」が観測すると、航行不能状態で漂っている「華山丸」と「浄宝縷丸」を発見。浮上して周囲を捜索すると、「華山丸」の名が入った救命浮き輪を発見する。当の「華山丸」は「シルバーサイズ」から約1,400m離れた場所に漂流していたが、間もなく沈没。「浄宝縷丸」はなおも浮いていたが、4インチ砲と20ミリ機銃の射撃および1本の魚雷の命中により、北緯02度45分 東経140度41分 / 北緯2.750度 東経140.683度の地点でついに沈没した。2日後の10月26日未明にも「オ005船団の残党」と思しき輸送船団を発見し、最初と二番目の目標に対して艦首発射管から4本、船団最後尾の目標に対して艦尾発射管から2本と魚雷を計6本発射し、爆発音と最後尾の目標から発せられる閃光を確認し、魚雷は1本が命中したと推定された。11月8日、36日間の行動を終えて真珠湾に帰投した。
12月4日、8回目の哨戒でパラオ方面に向かった。12月26日、午前にパラオ西水道付近で病院船を目撃した後、午後には北緯07度37分 東経134度29分 / 北緯7.617度 東経134.483度の地点で5,000トン級輸送船を発見して魚雷を4本発射したが、魚雷は全てサンゴ礁に命中して爆発した。12月29日未明、北緯08度13分 東経134度05分 / 北緯8.217度 東経134.083度のパラオ北西400海里の地点でオ806船団をレーダーにより発見。未明1時50分、北緯08度00分 東経134度00分 / 北緯8.000度 東経134.000度の地点でまず艦尾発射管から魚雷を2本ずつ計4本発射し、雷撃を受けた陸軍輸送船「備中丸」（日本郵船、4,667トン）は、1本は回避したものの、もう1本が命中して損傷する。次いで2時48分頃から3時頃にかけては北緯08度03分 東経134度04分 / 北緯8.050度 東経134.067度の地点を中心に魚雷を3本ずつ計6本発射し、陸軍船「七星丸」（興運汽船、1,911トン）の右舷に魚雷2本を命中させ轟沈。4時前後には北緯07度50分 東経134度21分 / 北緯7.833度 東経134.350度の地点での五度目の攻撃で魚雷を3本発射し、海軍徴傭船「天宝山丸」（菅谷商事、1,970トン）の船倉付近に1本を命中させて撃沈。明け方には北緯07度54分 東経134度08分 / 北緯7.900度 東経134.133度の地点で魚雷を計3本発射し、輸送船「隆東丸」（中村汽船、3,311トン）の中央部に2本命中させて撃沈した。1944年1月5日には北緯11度15分 東経135度08分 / 北緯11.250度 東経135.133度の地点で2隻のタンカーを発見し、魚雷を4本発射したが命中しなかった。1月15日、42日間の行動を終えてミッドウェー島に帰投した

### 第9、第10の哨戒 1944年2月 - 6月
2月15日、「シルバーサイズ」は9回目の哨戒でマリアナ諸島方面に向かった。3月5日にグアムアプラ港を偵察して港内に2隻の輸送船がいるのを発見したり、パラオ方面に転じて哨戒を続けたが、攻撃の機会はなかなかつかめなかった。しかし、3月15日未明に至り北緯07度12分 東経134度30分 / 北緯7.200度 東経134.500度の地点で千鳥型水雷艇と3隻の駆潜艇と思しき艦艇が護衛についている3隻の輸送船団を発見する。船団がラバウルかウェワク方面に向かうと判断した「シルバーサイズ」は浮上して追跡を行い、幾度となく行われた爆雷攻撃をかいくぐって、3月16日午後に北緯04度28分 東経136度56分 / 北緯4.467度 東経136.933度の地点で魚雷を3本発射。魚雷は陸軍船「光福丸」（大光商船、1,920トン）に2本命中してこれを撃沈した。攻撃後はマノクワリ近海での哨戒に転じ、3月28日午後には南緯00度55分 東経134度20分 / 南緯0.917度 東経134.333度の地点で発見した日本陸軍の「機動第三号艇」に対して魚雷を4本発射し、1本の命中を得て撃沈した。4月8日、52日間の行動を終えてブリスベンに帰投した。

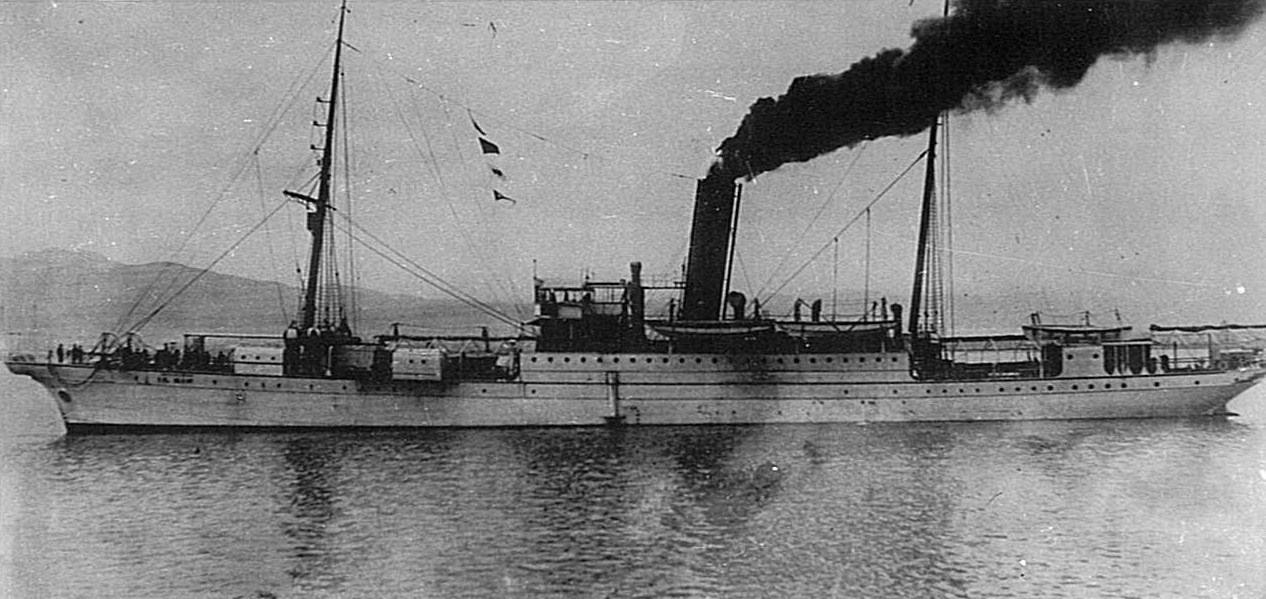
沖縄丸

4月26日、10回目の哨戒でマリアナ諸島海域に向かった。ミルン湾、アドミラリティ諸島近海を抜けて哨区に到着。5月8日、北緯13度42分 東経144度22分 / 北緯13.700度 東経144.367度の地点で5隻の護衛艦がついた6隻か7隻の輸送船団を発見し、艦尾発射管から魚雷を4本発射して5,000トン級輸送船に1本の命中を得たと判断される。翌5月9日朝、アプラ港外で東松七号船団（往航）から分派された輸送船団を発見し、間合いを取って丸一日追跡した後、5月10日朝に北緯11度26分 東経143度46分 / 北緯11.433度 東経143.767度の地点で魚雷を6本発射する。魚雷は輸送船「沖縄丸」（広南汽船、2,254トン）、特設運送船（給炭油）「第十八御影丸」（武庫汽船、4,319トン）、特設運送船「第二号長安丸」（東亜海運、2,631トン）にそれぞれ命中して撃沈した。少なくとも48発あった爆雷攻撃が済んだ後浮上してみると、周囲には「御影丸」の残骸が漂っていた。攻撃後はグアム近海のほかにサイパン島の周囲を哨戒し、5月20日午後には北緯13度42分 東経144度39分 / 北緯13.700度 東経144.650度の地点で大型輸送船と護衛艦4隻を発見し、北緯13度32分 東経144度36分 / 北緯13.533度 東経144.600度の地点で魚雷を4本発射して2本が命中したと判断される。5月28日朝、北緯18度03分 東経144度05分 / 北緯18.050度 東経144.083度の地点で輸送船2隻と「第16号海防艦」からなる第3519船団を発見。この時もまた丸一日かけて追跡を行い、翌5月29日未明に北緯16度19分 東経145度21分 / 北緯16.317度 東経145.350度のサイパン島西岸沖で魚雷を3本ずつ計6本発射し、陸軍船「昭建丸」（東和汽船、1,949トン）と海軍徴傭船「蓬莱山丸」（鶴丸汽船、1,999トン）に魚雷を命中させて撃沈し船団を全滅させた。5月30日にも北緯15度33分 東経145度23分 / 北緯15.550度 東経145.383度の地点で新たな輸送船団を発見し、「ピンタド (USS Pintado, SS-387) 」「シャーク (USS Shark, SS-314)」「パイロットフィッシュ (USS Pilotfish, SS-386) 」からなる別のウルフパックを呼び寄せて攻め立てた。「シルバーサイズ」は6月1日未明に北緯18度08分 東経141度26分 / 北緯18.133度 東経141.433度の地点で魚雷を4本発射したが成功せず、この攻撃で魚雷が底をついたので哨戒を切り上げることとした。6月11日、47日間の行動を終えて真珠湾に帰投。メア・アイランド海軍造船所に回航されオーバーホールに入った。オーバーホール後、9月12日に真珠湾に戻った。

### 第11、第12の哨戒 1944年9月 - 1945年2月
9月24日、「シルバーサイズ」は11回目の哨戒で東シナ海に向かった。台湾の北東と九州を結ぶ海域を主要哨区とするこの哨戒では、日本艦隊の動向監視や交通線破壊の他に、海域に到着予定する日の前後に台湾や沖縄空襲が予定されている第38任務部隊（マーク・ミッチャー中将）のパイロット救出の任務も請け負っていた。シルバーサイズは「サーモン (USS Salmon, SS-182)」「トリガー (USS Trigger, SS-237) 」とともにウルフパックを組んで哨戒することとなった。本来ならこの3隻の他に「タング (USS Tang, SS-306) 」が加わる予定だったが、「タング」のリチャード・オカーン艦長（アナポリス1934年組）は一匹狼で暴れることのできる台湾海峡を単艦で哨戒することを選んだ。担当海域では商船撃沈やパイロット救助には縁が無かったものの、思わぬ任務が待ち構えていた。10月30日、僚艦の「サーモン」が都井岬の沖合い130海里の海上で、エンガノ岬沖海戦を戦った小沢治三郎中将率いる機動部隊に対する補給部隊を襲撃した際、護衛の「第22号海防艦」と砲戦を演じて大破する被害を受けた。「シルバーサイズ」は北緯29度18分 東経132度06分 / 北緯29.300度 東経132.100度の地点で、「サーモン」の雷撃で航行不能になったタンカー「たかね丸」（日本海運、10,021トン）に対して魚雷を6本発射しておそらく1本を命中させたあと、「トリガー」や別の僚艦「スターレット (USS Sterlet, SS-392) 」とともに「サーモン」を護衛し、11月3日にサイパン島に到着。その後、11月10日に再出撃。11月15日には北緯30度05分 東経137度08分 / 北緯30.083度 東経137.133度の地点で「スターレット」とともに特設監視艇「第十二号八龍丸」（末永松八、97トン）を攻撃し、大破させた。11月23日、60日間の行動を終えてミッドウェー島に帰投。艦長がジョン・C・ニコルス少佐（アナポリス1934年組）に代わった。
12月22日、12回目の哨戒で東シナ海に向かった。積極的な探索にもかかわらず、わずかな目標を捕まえることすら難しかったが、1945年1月25日午後に、北緯31度18分 東経130度09分 / 北緯31.300度 東経130.150度の坊津沖で、ようやくありつけた獲物として輸送船「馬来丸」（八馬汽船、4,556トン）を発見し、魚雷を6本発射しようとしたが、発射管のうち2基が故障で開かず、残る4本を発射して2本を命中させて撃沈した。当初は撃沈したとは思っていなかったが、戦後になって戦果が修正された。2月12日、50日間の行動を終えてミッドウェー島に帰投した。

### 第13、第14の哨戒 1945年3月 - 7月
3月9日、「シルバーサイズ」は13回目の哨戒で「スレッドフィン (USS Threadfin, SS-410)」「ハックルバック (USS Hackleback, SS-295) 」とウルフパックを構成し日本近海に向かった。4月6日夜、「シルバーサイズ」は「スレッドフィン」が探知した戦艦「大和」以下の第一遊撃部隊（伊藤整一中将）を、「スレッドフィン」からの情報に基づいて捜索したが見つけられず、都井岬方面に引き返した。4月11日深夜には北緯30度45分 東経131度57分 / 北緯30.750度 東経131.950度の種子島近海で特設監視艇「白鳥丸」（愛知県、269トン）に対して魚雷を3本発射したが回避され、さらに4本発射して1本を命中させて撃沈。4月19日にも北緯32度57分 東経145度03分 / 北緯32.950度 東経145.050度の小笠原諸島海域で特設監視艇「海龍丸」（大澤半兵衛、180トン）を砲撃により破壊した。4月29日、50日間の行動を終えて真珠湾に帰投した。
5月30日、14回目の哨戒で日本近海に向かった。この哨戒ではB-29やB-24などによる日本空襲の支援任務や機雷処分に終始し、7月22日に北緯33度19分 東経135度58分 / 北緯33.317度 東経135.967度の地点で陸軍航空隊のパイロットを救助し、2日後の7月24日にも北緯33度26分 東経135度10分 / 北緯33.433度 東経135.167度の地点で空母「インディペンデンス (USS Independence, CVL-22) 」の戦闘機のパイロットを救助した。これより先の7月14日には北緯33度57分06秒 東経136度21分02秒 / 北緯33.95167度 東経136.35056度の地点で450トン級トロール船に対して魚雷を2本発射したが命中せず、この哨戒唯一の攻撃は成功しなかった。7月30日、59日間の行動を終えてアプラ港に帰投した。次回の哨戒へ向けての準備が進められたが、程なく終戦となった。

### 戦後

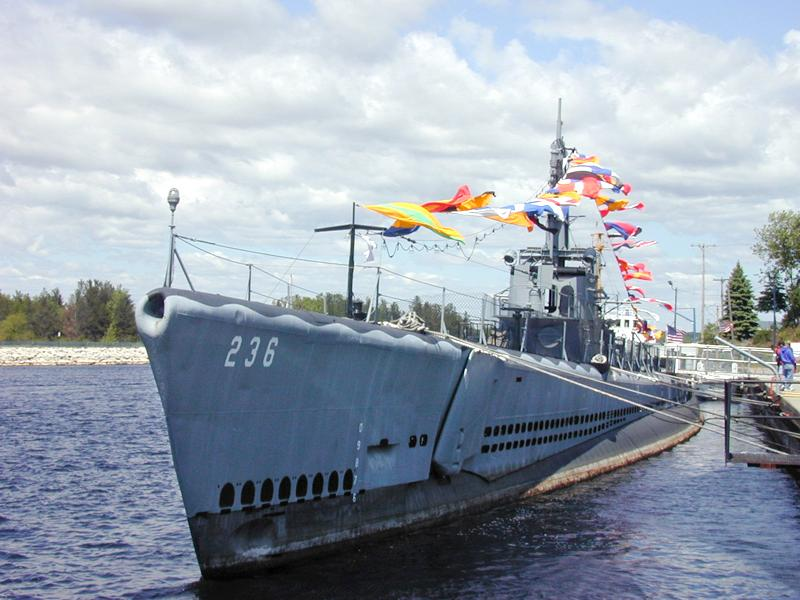
満艦飾の博物館船「シルバーサイズ」（2000年）

戦争が終わると、「シルバーサイズ」は9月15日にパナマ運河を通過し、9月21日にはニューヨーク港に到着した。その後、コネチカット州ニューロンドンに回航され、1946年4月17日に退役したが、1947年10月15日には現役に復帰。シカゴで海軍予備役のための練習艦として使用された。1949年に予備艦隊に移されるまで、この任務は続けられた。
1962年、係留中のまま実験潜水艦（AGSS）に類別された。1969年6月30日に除籍された後、シカゴの商工会議所が中心となって、「シルバーサイズ」をシカゴで保存するよう海軍に要請し、1980年代半ばにシカゴの海軍区画で保存されることとなった。
しかし、保存が正式決定されるまでの「シルバーサイズ」の状態は最善のものとはいえなかった。1973年5月24日、当時五大湖海軍協会の所有物だった「シルバーサイズ」の艦内に入ったボランティアが見たものは、長年放置されたおかげで船体内部の至る所がかび臭く、腐食した箇所からの浸水もしていた。唯一、後部の一部のみは状態がよかっただけで、後はデッキも上部構造も相当傷んでいた。ボランティアは総力を挙げて、腐食した箇所を徹底的に修理し、1975年には主機関のフェアバンクス・モース38D-1/8 10気筒ディーゼルエンジンを再稼動させることに成功した。1979年には海軍区画にとりあえず移動したものの、この間、非営利団体と行政側に収入に関するトラブルが発生し、司法が介入する始末となった。「シルバーサイズ」の復活に貢献したボランティアは行政側によって、最終的に行政側と決別する1985年までひどい軽蔑を受けることとなった。1987年8月7日に「シルバーサイズ」はミシガン州マスケゴンに移動したが、その際にも「シルバーサイズ」からの盗品が行政側によって売りさばかれていた。一連の騒ぎの中、シカゴでは1億5千万ドルをかけた新しい海軍博物館が計画されていたが、「シルバーサイズ」の保存はいずれにせよ眼中にはなかった。別の所有者にもとに移った「シルバーサイズ」は1991年に再改修を施されたが、水線下の状態は芳しくなかった。
「シルバーサイズ」は以上の経緯で、記念艦としてマスケゴンの潜水艦記念館で保存されている。保存維持間隔は25年ごとだが、2004年にそのための積立金を記念館と元潜水艦乗組員による退役軍人協会が保存のための基金として設立した。この先例としては、ウィスコンシン州マニトワックのマニトワック側に係留保存されている「コビア (USS Cobia, SS-245) 」が保存された際にも行われている。また、2002年には映画『ビロウ』の撮影のために、架空の潜水艦タイガーシャーク (USS Tiger Shark) としてミシガン湖まで曳航されて「出演」した。しかし、「出演」した映画そのものは収入が58万9000ドルと芳しくない結果だった。

### 受章
「シルバーサイズ」は第二次世界大戦の戦功で12個の従軍星章および殊勲部隊章を受章した。23隻の敵艦を撃沈し、その総トン数は90,080トンに上る。これは第二次世界大戦中のアメリカ潜水艦の戦果としては、隻数では「トートグ (USS Tautog, SS-199) 」の26隻、「タング」の24隻に続いて第3位の記録であり、総トン数も第5位の記録である。